# Władysław Magryś
Władysław Magryś (ur. 22 lutego 1897 w Zabratówce, zm. w maju 2002) – weteran I wojny światowej i wojny polsko-radzieckiej 1920. W roku 2000, licząc 103 lata, był najstarszym żyjącym emerytowanym żołnierzem garnizonu rzeszowskiego.
Ukończył dwie klasy gimnazjum, w 1915 wcielony został do austriackiego 17 pułku strzelców (Schitzenregiment). Wraz z pułkiem brał udział w walkach na froncie rosyjskim w bojach nad Stochodem i Styrem pod Kościuchnówką, na froncie włoskim nad rzeką Piawe (incydent z Ernestem Hemingwayem) i pod Fiume, na Bałkanach pod Salonikami. Ewakuowany z Grecji drogą morską w okresie działań rewolucyjnych we flocie austriackiej. Po powrocie do kraju, uczestniczył (salut armatni) w działaniach niepodległościowych w Krakowie w 1918. Po przyjeździe do Rzeszowa wstąpił do żandarmerii sądowej (zalążek policji państwowej). Pod koniec 1918 rozpoczął służbę w 6 pułku ułanów (nazywanym potem pułkiem kaniowskim). Był ułanem szwadronu technicznego, pisarzem kancelaryjnym. Udział 6 pułku w walkach na Ukrainie: pod Zbarażem, Trembowlą, Żółkwią. Pułk w składzie 18 Dywizji Piechoty w bitwach: Dubno-Równe 4 lipca 1920, Twierdza Brody 29 lipca-2 sierpnia 1920. W czasie Bitwy Warszawskiej pułk skierowany do Będzina w celu uzupełnienia. Przeniesiony nad Zbrucz walczy przeciwko oddziałom bolszewickim (warta nad Zbruczem). W roku 1921 zwolniony z wojska pracował w gospodarstwie rolnym ojca w Handzlówce. We wrześniu 1939 zmobilizowany w drugim rzucie, nie zdążył wziąć udziału w walkach.
Po II wojnie światowej zamieszkiwał w Wólce Hyżneńskiej, zmarł w dniu 15 maja 2002 r. w wieku 105 lat. Został pochowany na cmentarzu w Wólce Hyżneńskiej.